# Paysandu Sport Club
El Paysandu Sport Club és un club de futbol brasiler de la ciutat de Belém a l'estat de Pará.

## Història
El Paysandu nasqué el 2 de febrer de 1914, quan membres del Norte Club protestaren contra una decisió de la federació de futbol de Pará que acabà amb la desaparició del club i la refundació com Paysandu Foot-Ball Club. Als anys 40 va rebre el sobrenom de Papão da Curuzu, en referència al carrer ("Rua Curuzu") on estava la seu del club.

## Palmarès
- Campionat brasiler Série B: 2
  - 1991, 2001
- Copa dos Campeões: 1
  - 2002
- Campionat paraense: 
  - 1920, 1921, 1922, 1923, 1927, 1928, 1929, 1931, 1932, 1934, 1939, 1942, 1943, 1944, 1945, 1947, 1956, 1957, 1959, 1961, 1962, 1963, 1965, 1966, 1967, 1969, 1971, 1972, 1976, 1980, 1981, 1982, 1984, 1985, 1987, 1992, 1998, 2000, 2001, 2002, 2005, 2006, 2009
- Copa Norte: 1
  - 2002